# Запис Радића орах (Сикирица)
Запис Радића орах (Сикирица) се налази на парцели чији је власник Радић Борисав и Милисав.

## Локација
| Општина             | Параћин                                                          |
| Катастарска општина | Сикирица                                                         |
| Потес               | Рошак                                                            |
| Координате          | 43° 46′ 06″ С; 21° 23′ 33″ И / 43.7682° С; 21.392600000000002° И |
| Надморска висина    | 136m                                                             |

## Карактеристике
Дендрометријске вредности утврђене на терену и сателитским снимцима:
| Стабло                     | Орах |
| Висина стабла              | m    |
| Обим дебла                 | m    |
| Пречник крошње             | 13m  |
| Пречник дебла              | m    |
| Висина дебла до прве гране | m    |

## База записа
Запис је у оквиру Викимедија пројекта "Запис - Свето дрво" заведен под редним бројем 0703.